# كيفن ألفاريز
كيفن ألفاريز (بالإسبانية: Kevin Álvarez)‏ (1 أغسطس 1995 بسان بيدرو سولا في هندوراس - ) هو لاعب كرة قدم هندوراسي في مركزي الهجوم والدفاع، شارك في الألعاب الأولمبية الصيفية 2016. ولعب مع نادي ديبورتيفو أوليمبيا.

## وصلات خارجية
- كيفن ألفاريز على موقع اتحاد السويد (السويدية)
- كيفن ألفاريز على موقع قاعدة بيانات كرة القدم.إي يو (الإنجليزية)
- كيفن ألفاريز على موقع ناشيونال فوتبول تيمز (الإنجليزية)
- كيفن ألفاريز على موقع Soccerway.com (الإنجليزية)
- كيفن ألفاريز على موقع أوليمبيديا (الإنجليزية)